# Faust (Goethe)

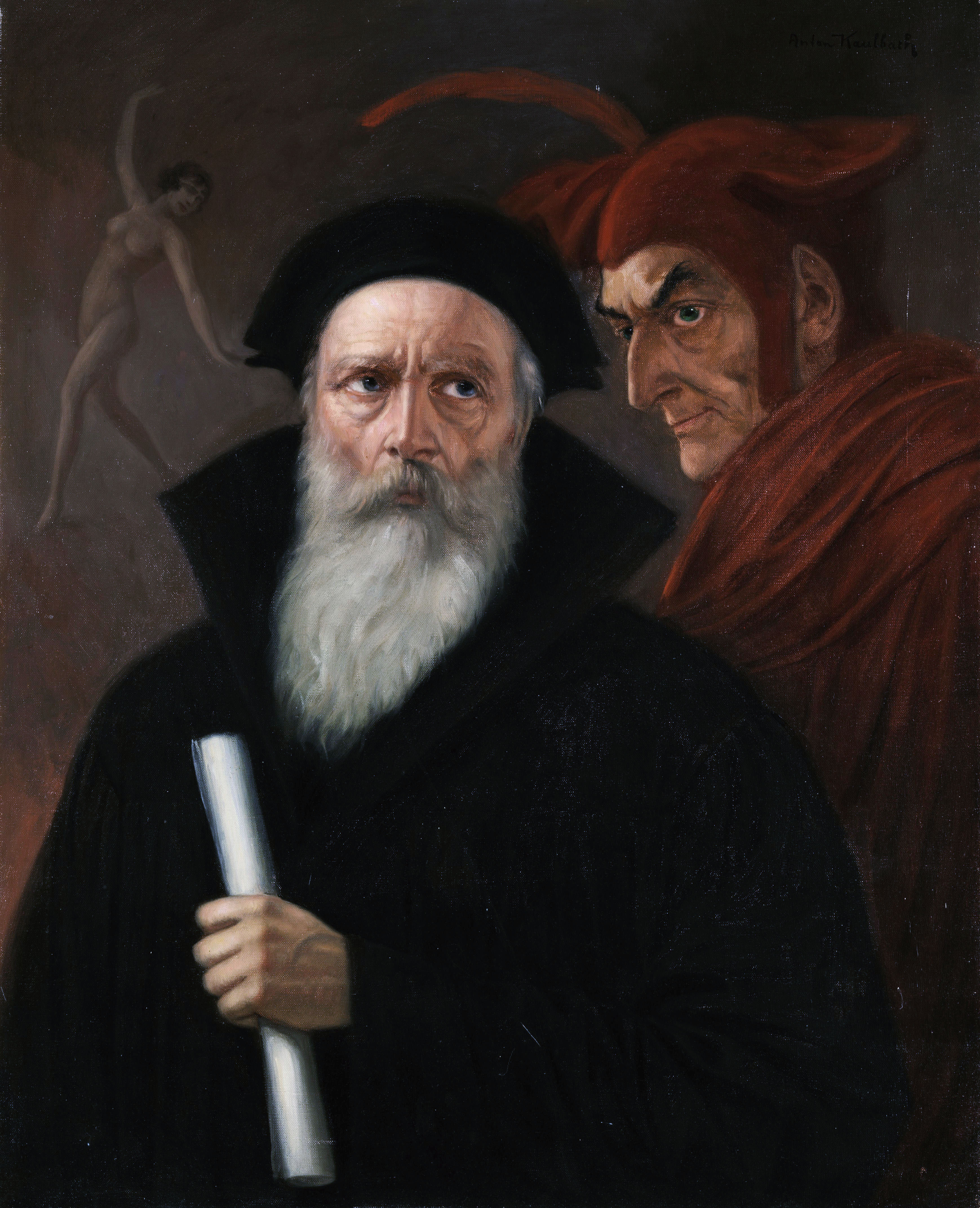

Faust là tác phẩm kịch của thi sĩ, nhà soạn kịch, tiểu thuyết gia, nhà khoa học, chính khách, nhà triết học Đức lỗi lạc Johann Wolfgang Goethe (1749-1832). Tác phẩm gồm hai phần, phần I được xuất bản vào năm 1806, phần II được Goethe nhuận sắc và hoàn thành vào 1832, trước khi tác giả từ giã cõi đời.

## Nội dung
Nhân vật trung tâm của tác phẩm là Faust, một học giả thông minh, tài giỏi trong chế độ phong kiến, là một người luôn miệt mài nghiên cứu khoa học. Phòng làm việc của chàng là hàng lô những dụng cụ nghiên cứu và sách vở chất đến trần nhà. Faust đã học qua tất cả các khoa của trường đại học, đỗ tiến sĩ và làm giáo sư mười năm liền. Danh tiếng lừng lẫy, song kiểm điểm lại chàng thú nhận mình vẫn "thông minh như cũ" và những hiểu biết của chàng quá hữu hạn so với bao điều bí mật chưa tìm ra được trong vũ trụ. Sách vở nhà trường không giúp chàng hiểu được cội nguồn của vạn vật và những mối quan hệ bên trong của chúng. Chàng chán ngấy lối học kinh viện trong trường đại học với những "lý thuyết màu xám ngắt", muốn rời bỏ nó để tìm về "cây vàng của cuộc đời tươi xanh". Đã có lúc chàng định uống thuốc độc tự tử.
Faust mong muốn có một sức mạnh huyền bí nào đó mà nhờ nó chàng có thể thỏa mãn khát vọng khám phá tận cùng của tri thức. Với quyển sách hướng dẫn ma thuật, chàng đã từng gọi thần đất đến với mình, nhưng thần đất làm chàng hoảng sợ.
Chàng có một viên trợ giáo là Vacne, một gã sinh đồ khô khan và quen tầm chương trích cú làm chàng chán ngấy. Một hôm cùng gã đi ra miền quê dạo chơi nhân ngày lễ Phục sinh, chàng bắt gặp quỷ Mephisto đội lốt một con chó đen. Nó theo chàng về nhà và hứa sẽ giúp chàng thỏa mãn mọi điều chàng khát khao, nhưng nếu thua cuộc chàng phải trút linh hồn cho quỷ để chịu kiếp nô lệ ngàn đời. Giữa quỷ và người lập tức diễn ra một sự thách thức: Faust tự đề ra cho mình kế hoạch không ngừng nỗ lực vươn lên để làm giàu vốn tri thức về xã hội và thiên nhiên, "muốn tìm tuyệt độ cao siêu, muốn dò tận cùng bí mật", lại muốn "chứa vào lòng mọi bi, hoan, thiện, ác của trần gian". Nhưng nếu quỷ có thể ngăn được không cho chàng thực hiện được điều đó, làm chàng thỏa mãn với chính mình, mê hoặc được chàng bằng lạc thú thấp hèn thì chàng thua cuộc.
Từ đó, quỷ tìm mọi cách quyến rũ Faust, đưa Faust đến với các cuộc chè chén trong giới sinh viên, dùng pháp thuật làm Faust trẻ lại và bố trí cho Faust gặp nàng Gretsen, một cô gái xinh đẹp và trong trắng, với ý định để chàng vui với tình yêu mà từ bỏ kế hoạch tiếp tục hành trình khám phá khoa học. Tình yêu say đắm giữa hai người bị quỷ chi phối khiến họ gặp biết bao khổ cực, oan trái: mẹ, anh trai của Gretsen bị quỷ mượn tay Faust giết chết, con của Faust và Gretsen vừa sinh cũng bị giết. Chính quyền phong kiến bắt giam và xử tử Gretsen.
Faust tìm cách cứu Gretsen thoát khỏi lao tù nhưng không được do nàng cự tuyệt bỏ trốn. Rời khỏi nhà tù, chàng ngủ trên bãi cỏ đầy hoa dại, bầy tiên nữ ca hát của chàng làm chàng quên hết đau buồn, lòng trào dâng hối hận và muốn hăng say hoạt động trở lại. Chàng cùng quỷ đến Kinh đô, giúp vua chế tạo ra tiền giấy trang trải mọi khoản chi tiêu nợ nần. Rồi chàng dùng phép thuật tìm về thế giới Hy Lạp cổ, chung sống với nữ thần Helen. Hai người sinh được một đứa con trai nhưng vì nó quá nghịch ngợm nên đã bay lên trời, Helen vợ chàng cũng bay theo con. Faust lại quay về phương Bắc giúp vua dẹp tan giặc ngoại xâm, giữ yên bờ cõi và được vua thưởng công cho một khu đất hoang hóa bên bờ biển. Khi đó Faust đã trăm tuổi, quỷ lo sợ Faust chiến thắng bèn làm mắt chàng bị mù, nhưng Faust vẫn nỗ lực chiêu mộ dân chúng đến khai phá, cải tạo thiên nhiên. Trước khi chết, Faust đã dự cảm được rồi đây "một nhân loại tự do sẽ sống trên mảnh đất tự do" mà họ đã khai phá đó.

## Ý nghĩa
Trên nền cốt truyện dân gian về một con người bán linh hồn cho quỷ dữ để thỏa mát khát khao hiểu biết và các ước mơ, Goethe đã đưa vào Faust nội dung triết lý sâu sắc nhằm chống lại các tín điều tôn giáo: con người không phải là một sinh vật độc ác; con người có bản tính nhân đạo và luôn có nỗ lực vươn lên không ngừng trong công cuộc chinh phục thiên nhiên, chinh phục mọi thế lực hắc ám trong xã hội, làm chủ vận mệnh của mình nhằm mang lại một cuộc sống tốt đẹp hơn. Tác phẩm đề cao con người, với lao động của họ, như một động lực để tồn tại và phát triển. Bằng cái nhìn nhân ái, Goethe thể hiện sự bao dung và lòng tin vào mỗi hành động của con người, dù có thể họ lầm lạc không tránh khỏi trong bước đường hoạt động, nhưng cuối cùng vẫn tìm được đường đi đúng đắn để vươn lên. Bên cạnh nội dung triết lý, vở kịch còn thể hiện vốn kiến thức hết sức to lớn của tác giả về mọi mặt chính trị, khoa học, đạo đức, triết học, tôn giáo và xã hội, xứng đáng là tác phẩm vĩ đại mà Goethe đã theo đuổi suốt đời, mang đến cho người đọc mọi thế hệ những nhận thức sâu sắc về một giai đoạn trong lịch sử nhân loại: giai đoạn có sự chuyển giao giữa giai cấp phong kiến và tư sản. Vở kịch là tiếng nói tố cáo mạnh mẽ xã hội phong kiến, một xã hội với pháp luật man rợ và những hạng người suy đồi của nó luôn lăm le kéo lùi bánh xe lịch sử. Tác giả cũng ít nhiều phản ánh trong Faust diện mạo của xã hội tư sản đang lên và vẫn còn ở giai đoạn tiến bộ, với những giá trị nhân văn và khát vọng đấu tranh giải phóng con người, nhưng đã manh nha những bất cập với sự chi phối của tiền và quá trình tích lũy tư bản nguyên thủy.
Từ một nhân vật với những hành động thể hiện khát vọng đơn lập của một cá nhân, Faust thực sự phản ánh lịch sử của cả nhân loại trong hành trình đi tìm sự thật và những nỗ lực hành động để thay đổi thế giới nhằm hướng đến một cuộc sống toàn vẹn, hiển hiện một lịch sử loài người với những cuộc đấu tranh giữa cái Thiện và cái Ác, cái tiến bộ và cái kìm hãm. Với ý nghĩa sâu sắc trong một nội dung trữ tình đầy chất thơ, vở kịch Faust thực sự là một tác phẩm kịch đã đưa danh tài của đại thi hào Goethe lên đỉnh cao, đồng thời tác phẩm cũng xứng đáng được đánh giá là một trong những vở kịch vĩ đại nhất mọi thời đại.
Faust đã được chuyển thể thành nhiều bản phim, đầu tiên là phiên bản năm 1926 rất thành công, gần nhất bản Nga năm 2010, giành giải Sư tử vàng tại Liên hoan phim Venice năm 2011. Đức cũng dự kiến làm bản phim mới dựa theo Faust